# Liste der besonderen Naturdenkmäler Japans
Die Liste besonderer Naturdenkmäler Japans (jap. 特別天然記念物, Tokubetsu Tennen Kinenbutsu) umfasst gegenwärtig insgesamt 75 nach dem Kulturgutschutzgesetz deklarierte Naturdenkmäler mit besonderem Wert, davon 71 aus Fauna, Flora und Geologie. Hinzu kommen noch vier, zum besonderen Naturdenkmal ernannte Naturschutzgebiete.

## Fauna

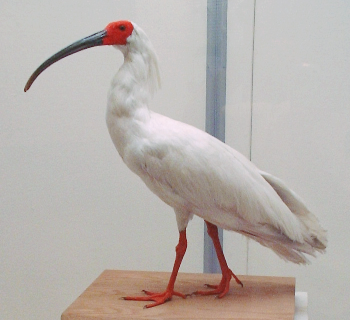
Nipponibis

In der Kategorie Fauna sind gegenwärtig 21 Tierarten als besonderes Naturdenkmal deklariert. Angegeben ist zudem das Jahr der Ernennung.
- Japanischer Serau, 1955
- Japanischer Fischotter (Lutra lutra nippon), 1965
- Iriomote-Katze, 1977
- Ryukyu-Kaninchen, 1963
- Nipponibis[Anm. 1], 1952
- Schwarzschnabelstorch, 1956
- Mandschurenkranich, 1967
- Kurzschwanzalbatros, 1962
- Haubenschlangenadler
- Alpenschneehuhn, 1955
- Okinawa-Specht, 1977
- Bonin-Brillenvogel, 1977
- Japanischer Riesensalamander, 1952
- Schwäne von Kominato in der Präfektur Aomori, 1952
- Meerbrasse und ihr Habitat (Tai no ura) in der Präfektur Chiba, 1967
- Leuchtkalmar der Präfektur Toyama, 1952
- Japanisches Glühwürmchen und sein Habitat in Okayama, Präfektur Shiga, 1952
- Yashiro-Kranich (八代のツル) und sein Habitat in der Präfektur Yamaguchi, 1955
- Tosa-Onagadori in der Präfektur Kōchi, 1952
- Kōchi-Schmetterling Graphium doson und sein Habitat in der Präfektur Kōchi, 1954
- Kagoshima-Kranich und sein Habitat in der Präfektur Kagoshima, 1952

## Flora
In der Kategorie Flora sind gegenwärtig 30 Pflanzenarten als besonderes Naturdenkmal deklariert. Angegeben ist zudem die Präfektur, in der die Pflanzen vorkommen und das Jahr der Ernennung.
| Naturdenkmal | Jahr der Ernennung     | Anmerkungen                                                                 | Lage | Belege | Bild           |
| --- | ---------------------- | --------------------------------------------------------------------------- | --- | ------ | -------------- |
| Alge Aegagropila linnaei (阿寒湖のマリモ) im Akan-See | 1952                   |                                                                             | Akan, Hokkaidō 43° 27′ 1,5″ N, 144° 5′ 57,9″ O                                                                                                |        | weitere Bilder |
| Nopporo-Urwald (野幌原始林, Nopporo genshirin) | 1952                   |                                                                             | Kitahiroshima, Hokkaidō 43° 3′ 12,5″ N, 141° 30′ 3,1″ O                                                                                       |        | weitere Bilder |
| Hochgebirgspflanzen des Berges Apoi (アポイ岳高山植物群落, Apoidake kōzanshokubutsu gunraku)                                                                                      | 1952                   |                                                                             | Samani, Hokkaidō 42° 6′ 25,4″ N, 143° 1′ 41,9″ O                                                                                              |        |                |
| Berg Hayachine und Forst wie Hochgebirgszone des Bergs Yakushi (早池峰山および薬師岳の高山帯・森林植物群落, Hayachinesan oyobi yakushidake no kōzantai shinrin shokubutsugunraku) | seit 1928 Naturdenkmal |                                                                             | Hanamaki, Tōno und Kawai, Präfektur Iwate 39° 31′ 53,7″ N, 141° 28′ 26,5″ O                                                                   |        |                |
| 600 Jahre alte Zedern des Berges Haguro (羽黒山のスギ並木, Hagurosan no suginamiki)                                                                                               | 1955                   |                                                                             | Tsuruoka, Präfektur Yamagata 38° 42′ 13,9″ N, 139° 58′ 13,3″ O                                                                                |        | weitere Bilder |
| Große Japanische Zelkove in Higashine (東根の大ケヤキ, Higashine no ōkeyaki) | 1957                   | mit einem Durchmesser von 12 m größte Zelkove Japans, ca. 1000 Jahre alt    | Higashine, Präfektur Yamagata 38° 26′ 31,2″ N, 140° 24′ 6,3″ O                                                                                |        | weitere Bilder |
| Habitat der Pinguicula ramosa (コウシンソウ自生地, Kōshinsō jiseichi) | 1952                   | gehört zur Gattung der Fettkräuter, die im Nikkō-Nationalpark heimisch sind | Nikkō, Präfektur Tochigi 36° 40′ 27,1″ N, 139° 21′ 42,9″ O                                                                                    |        | weitere Bilder |
| Zedernallee zu Nikkō inklusive eines Steindenkmals (日光杉並木街道 附 並木寄進碑, Nikkō suginamiki kaidō tsuketari namiki kishinhi)                                               | 1954                   | Drei Alleen mit einer Länge von 37 km                                       | Nikkō, Imaichi und Kanuma, Präfektur Tochigi 36° 35′ 46,3″ N, 139° 49′ 16,9″ O                                                                |        | weitere Bilder |
| Habitat der Siebolds Primeln in Tajimagahara (田島ヶ原サクラソウ自生地, Tajimagahara sakurasō jiseichi)                                                                           | 1952                   |                                                                             | Saitama, Präfektur Saitama 35° 50′ 17,4″ N, 139° 36′ 56,7″ O                                                                                  |        | weitere Bilder |
| Große Glyzinen von Ushijima (牛島のフジ, Ushijima no fuji) | 1955                   |                                                                             | Kasukabe, Präfektur Saitama 35° 59′ 5,8″ N, 139° 46′ 24,1″ O                                                                                  |        | weitere Bilder |
| Ōshima-Kirschbaumstumpf (Cerasus speciosa) (大島のサクラ株, Ōshima no sakurakabu)                                                                                                 | 1952                   | 800 Jahre alter Kirschbaum mit einem Umfang von 7,9 m                       | Izu-Ōshima, Präfektur Tokio 34° 45′ 49″ N, 139° 26′ 3,1″ O                                                                                    |        | weitere Bilder |
| Hochgebirgspflanzen des Höhenzugs am Berg Shirouma (白馬連山高山植物帯, Shiroumarenzan kōzanshokubutsutai)                                                                        | 1952                   |                                                                             | Asahi und Kurobe in der Präfektur Toyama; Hakuba in der Präfektur Nagano; Itoigawa in der Präfektur Niigata 36° 38′ 56,9″ N, 137° 44′ 55,7″ O |        | weitere Bilder |
| Wildkirsche Kariyado no kebazakura (狩宿の下馬ザクラ, etwa: Kirschbaum zur „Raststatt an der Jagdhütte“)                                                                          | 1952                   | Älteste Wildkirsche Japans                                                  | Fujinomiya, Präfektur Shizuoka 35° 18′ 6,9″ N, 138° 35′ 19,6″ O                                                                               |        |                |
| Alte Zeder zu Itoshiro (Berg Haku) (石徹白のスギ, Itoshiro no Sugi) | 1957                   | Umfang 14 m                                                                 | Gujō, Präfektur Gifu 36° 0′ 5,8″ N, 136° 46′ 18,5″ O                                                                                          |        | weitere Bilder |
| Urwald des Berges Kasuga (春日山原始林, Kasugayama genshirin) | 1955                   | gehört zudem zum UNESCO-Weltkulturerbe „Historisches Nara“                  | Nara, Präfektur Nara 34° 40′ 56,2″ N, 135° 51′ 46,1″ O                                                                                        |        | weitere Bilder |
| Wald mit Japanischen Eiben am Berg Daisen (大山のダイセンキャラボク純林, Daisen no daisenkyaraboku junrin)                                                                        | 1952                   |                                                                             | Daisen, Präfektur Tottori 35° 29′ 0,9″ N, 133° 30′ 28,5″ O                                                                                    |        |                |
| Großer Kampferbaum zu Kamo (加茂の大クス, Kamo no ōkusu) | 1956                   |                                                                             | Higashimiyoshi, Präfektur Tokushima 34° 2′ 27,4″ N, 133° 55′ 54,9″ O                                                                          |        | weitere Bilder |
| Chinesischer Wacholder am Hōshōin (宝生院のシンパク, Hōshōin no shinpaku) | 1955                   | Umfang: 15 m bis 23 m                                                       | Tonoshō, Präfektur Kagawa 34° 29′ 36,1″ N, 134° 11′ 49,9″ O                                                                                   |        | weitere Bilder |
| „Größte aller Zedern“ (杉の大スギ, Sugi no ōsugi) | 1952                   | Sicheltanne mit zwei Stämmen mit einem Umfang von je 16 m                   | Ōtoyo, Präfektur Kōchi 33° 45′ 20,2″ N, 133° 39′ 47″ O                                                                                        |        | weitere Bilder |
| Buchsbaumurwald am Berg Kosho (古処山ツゲ原始, Koshosan tsuge genshirin) | 1952                   |                                                                             | Asakura und Kama, Präfektur Fukuoka 33° 28′ 54,7″ N, 130° 43′ 29,8″ O                                                                         |        | weitere Bilder |
| Kampferbaumurwald am Berg Tachibana (立花山クスノキ原始林, Tachibanayama kusunoki genshirin)                                                                                      | 1956                   |                                                                             | Shingū und Hisayama, Präfektur Fukuoka 33° 40′ 45,7″ N, 130° 28′ 6,2″ O                                                                       |        |                |
| Samtbohnen (Mucuna sempervirens) in Aira (相良のアイラトビカズラ, Aira no airatobikazura)                                                                                         | 1952                   |                                                                             | Kikuka, Präfektur Kumamoto 33° 3′ 51,2″ N, 130° 46′ 5,5″ O                                                                                    |        |                |
| Subtropische Pflanzenwelt der Insel Aoshima (青島亜熱帯性植物群落, Aoshima anettai seishokubutsugunraku)                                                                          | 1954                   |                                                                             | Aoshima, Miyazaki, Präfektur Miyazaki 31° 48′ 18,7″ N, 131° 28′ 32,7″ O                                                                       |        | weitere Bilder |
| Habitat des Japanischen Sagopalmfarns der Toi-Landzunge (都井岬ソテツ自生地, Toimisaki sotetsu jiseichi)                                                                          | 1952                   |                                                                             | Kushima, Präfektur Miyazaki 31° 21′ 54,8″ N, 131° 20′ 24″ O                                                                                   |        |                |
| Mitrastemonaceae in Uchiumi (内海のヤッコソウ発生地, Uchiumi no yakkosō hasseichi)                                                                                                | 1954                   |                                                                             | Miyazaki, Präfektur Miyazaki 31° 44′ 29″ N, 131° 28′ 3,8″ O                                                                                   |        |                |
| Kandelia rheedii in Kiire (喜入のリュウキュウコウガイ産地, Kiire no ryūkyōkōgai sanchi)                                                                                           | 1952                   |                                                                             | Kagoshima, Präfektur Kagoshima 31° 22′ 29,3″ N, 130° 32′ 49,3″ O                                                                              |        | weitere Bilder |
| Subtropische Pflanzengesellschaft der unbewohnten Insel Birō (枇榔島亜熱帯性植物群落, Birōjima anettai seishokubutsugunraku)                                                      | 1956                   |                                                                             | Shibushi, Präfektur Kagoshima 31° 25′ 45,3″ N, 131° 7′ 1,9″ O                                                                                 |        |                |
| Kampferbäume zu Kamo (蒲生のクス, Kamō no kusu) | 1952                   | Höhe: 30 m, Umfang: 24 m                                                    | Kamō, Präfektur Kagoshima 31° 45′ 44,4″ N, 130° 34′ 11,8″ O                                                                                   |        | weitere Bilder |
| Habitat des Japanischen Sagopalmfarns in Kagoshima (鹿児島県のソテツ自生地, Kagoshimaken no sotetsu jiseichi)                                                                     | 1952                   |                                                                             | Yamagawa, Bonotsu, Sata und Uchinoura, Präfektur Kagoshima 31° 21′ 13,1″ N, 130° 42′ 15,6″ O                                                  |        |                |
| Zedernwald von Yakushima (屋久島スギ原始林, Yakushima sugi genshirin) | 1954                   | Zusammen mit den Jōmon Sugi älteste Zedern Japans                           | Yakushima, Präfektur Kagoshima 30° 19′ 40,2″ N, 130° 31′ 23,1″ O                                                                              |        |                |

## Geologie und Mineralien
In der Kategorie Geologie sind gegenwärtig 20 geologische Formationen und Minerale als besonderes Naturdenkmal deklariert. Angegeben ist zudem die Präfektur und das Jahr der Ernennung.
| Naturdenkmal | Jahr der Ernennung | Anmerkungen | Lage                                                              | Belege | Bild                    |
| --- | ------------------ | --- | ----------------------------------------------------------------- | ------ | ----------------------- |
| Shōwa-shinzan (昭和新山) | 1957               | | Sōbetsu, Hokkaidō 42° 32′ 37,2″ N, 140° 51′ 51,8″ O               |        | weitere Bilder          |
| Kalksinter am Getō-Onsen (夏油温泉の石灰華, Getō onsen no sekkaika)                                                                 | 1957               | | Kitakami, Präfektur Iwate 39° 12′ 36,6″ N, 140° 52′ 55,7″ O       |        | weitere Bilder          |
| Erstarrte Lavaströme (焼走り熔岩流, Yakehashiri yōganryū)                                                                           | 1952               | | Nishine, Präfektur Iwate 39° 52′ 30,8″ N, 141° 2′ 51,2″ O         |        | weitere Bilder          |
| Versteinerte Bäume Nesori (根反の大珪化木, Nesori no daikeikaboku)                                                                  | 1952               | 15–20 Millionen Jahre alt                                                                                        | Ichinohe, Präfektur Iwate 40° 11′ 24,8″ N, 141° 20′ 4,4″ O        |        | weitere Bilder          |
| Radioaktives Hakutolit am Tamagawa-Onsen (玉川温泉の北投石, Tamagawa onsen no hokutōseki)                                           |                    | Hokutolite ist ein radioaktives Baryt.                                                                           | Semboku, Akita 39° 57′ 42,6″ N, 140° 43′ 42,2″ O                  |        |                         |
| Heiße, periodische Quellen Megama und Ogama in Onikōbe (鬼首の雌釜および雄釜間歇温泉, Onikōbe no megama oyobi ogama kanketsu onsen) | 1952               | | Ōsaki, Präfektur Miyagi 38° 48′ 0,2″ N, 140° 38′ 52,8″ O          |        |                         |
| Baumförmige Lava des Berges Asama (浅間山熔岩樹型, Asamayama yōganjukei)                                                            | 1940               | | Tsumagoi, Präfektur Gunma 36° 26′ 53,6″ N, 138° 30′ 56,3″ O       |        |                         |
| Fels Kagami-iwa in Kamikawa (御岳の鏡岩, Mitake no kagamiiwa)                                                                       | 1956               | | Kamikawa, Präfektur Saitama 36° 10′ 45,9″ N, 139° 4′ 14,2″ O      |        | weitere Bilder          |
| Verschüttetes Wäldchen in Uozu (魚津埋没林, Uozu maibutsurin)                                                                       | 1955               | Drei Baumstümpfe eines vor 2000 Jahren teilweise verschütteten Zedernwalds; der größte mit einem Umfang von 12 m | Shakadō, Uozu, Präfektur Toyama 36° 49′ 31,5″ N, 137° 24′ 23,5″ O |        | weitere Bilder          |
| Kar des Yakushi-Berges (薬師岳の圏谷群, Yakushidake no kenkokugun)                                                                  | 1952               | | Toyama, Präfektur Toyama 36° 28′ 5,6″ N, 137° 32′ 38,5″ O         |        | weitere Bilder          |
| Turmförmiger Kalksinter zwischen Felsen (岩間の噴泉塔群, Iwama no funsentōgun)                                                      | 1957               | | Hakusan, Präfektur Ishikawa 36° 13′ 39,3″ N, 136° 46′ 11,7″ O     |        | Turmförmiger Kalksinter |
| Baumförmige Lavalöcher in Narusawa (鳴沢熔岩樹型, Narusawa yōgan jukei)                                                             | 1952               | | Narusawa, Präfektur Yamanashi 35° 25′ 34,1″ N, 138° 42′ 3″ O      |        | weitere Bilder          |
| Kalksteinperlen und Stalagmiten am Shirahone-Onsen (白骨温泉の噴湯丘と球状石灰石, Shirahone onsen no funtōkyū to kyūjōsekkaiseki)   | 1922               | | Matsumoto, Präfektur Nagano 36° 8′ 51,7″ N, 137° 37′ 28,9″ O      |        |                         |
| Neodani-Verwerfung (根尾谷断層, Neodani dansō)                                                                                      | 1952               | | Motosu, Präfektur Gifu 35° 37′ 1,6″ N, 136° 37′ 15″ O             |        | weitere Bilder          |
| Chrysanthemen-Steine (kikaseki) von Neodani (根尾谷の菊花石, Neodani no kikaseki)                                                   | 1952               | | Präfektur Gifu                                                    |        |                         |
| Wakutama-See (湧玉池) | 1952               | | Fujinomiya, Präfektur Shizuoka 35° 13′ 38,1″ N, 138° 36′ 41,1″ O  |        | weitere Bilder          |
| Lavatunnel auf der Insel Daikon (大根島の熔岩隧道, Daikonjima no yōganzuidō)                                                        | 1931               | | Matsue, Präfektur Shimane 35° 29′ 42,6″ N, 133° 10′ 34,4″ O       |        | weitere Bilder          |
| Tropfsteinhöhle Akiyoshi (秋芳洞, Akiyoshidō)                                                                                       | 1922               | Mit einer Länge von 8,7 km größte Höhle Japans                                                                   | Mine, Präfektur Yamaguchi 34° 13′ 40,2″ N, 131° 18′ 12,3″ O       |        | weitere Bilder          |
| Karsthochebene Akiyoshi (秋吉台, Akiyoshidai)                                                                                       | 1964               | | Mine, Präfektur Yamaguchi 34° 14′ 11,1″ N, 131° 17′ 26″ O         |        | weitere Bilder          |
| Topfförmige Felsenlöcher Yakama (八釜の甌穴群, Yakama no ōketsugun)                                                                 |                    | | Kumakōgen, Präfektur Ehime 33° 42′ 13,6″ N, 132° 57′ 38,4″ O      |        |                         |

## Naturschutzgebiete
Vier Naturschutzgebiete sind ebenfalls als besonderes Naturdenkmal deklariert. Angegeben ist zudem die Präfektur.
| Naturdenkmal                                                                         | Jahr der Ernennung | Anmerkungen | Lage                                                    | Belege | Bild           |
| ------------------------------------------------------------------------------------ | ------------------ | ----------- | ------------------------------------------------------- | ------ | -------------- |
| Daisetsu-zan (大雪山)                                                                | 1977               |             | Hokkaidō                                                |        | weitere Bilder |
| Moorgebiet Oze (尾瀬)                                                                | 1960               |             | Präfektur Fukushima, Präfektur Gunma, Präfektur Niigata |        | weitere Bilder |
| Kurobe-Tal mit Sarutobi-Schlucht und der Berg Okukane (黒部峡谷 附 猿飛並びに奥鐘山) | 1964               |             | Präfektur Toyama                                        |        | weitere Bilder |
| Kamikōchi-Hochland (上高地)                                                          | 1952               |             | Präfektur Nagano                                        |        | weitere Bilder |